# Латвийский центральный совет
Латвийский центральный совет (латыш. Latvijas Centrālā Padome), сокращенно ЛЦС — подпольная общественная организация, провозгласившая себя высшим органом власти Латвии во время немецкой оккупации и советской власти.
Ряд жителей Латвии противостояли как советской власти, так и немецкой оккупации и стремились к восстановлению независимости своей страны. Для этого 13 августа 1943 года в подполье представителями крупнейших политических партий бывшей независимой Латвии по инициативе сына первого президента Латвии, профессора-юриста Константина Чаксте, был создан Латвийский центральный совет. В своей деятельности он ориентировался на демократические принципы Первой республики, существовавшей до диктатуры Карлиса Улманиса, и уповал на поддержку Великобритании и США.

## Деятельность
Уже в августе 1943 года Латвийский центральный совет принял «Декларацию для Союзных Наций». В феврале 1944 года меморандум был тайно переправлен на лодке на шведский остров Готланд, откуда был разослан к экс-послам Латвии в Стокгольме, Лондоне, Вашингтоне. Однако реакции США и Англии на этот документ не последовало.
Несмотря на гонения гестапо, с 10 марта 1944 года в Елгаве начала выходить газета Латвийского центрального совета — «Jaunā Latvija» («Новая Латвия»). А 17 марта 1944 года 188 латвийских политических лидеров и общественных деятелей подписали «Меморандум Латвийского центрального совета», в котором было заявлено о необходимости незамедлительного восстановления фактической независимости Латвийской Республики и создания латвийского правительства. В нём также подчеркивалась незаконность мобилизации жителей Латвии в вооружённые силы Германии и Латышский легион СС, а также было высказано требование «защиты государства Латвии от вторжения армии Советского Союза».
Меморандум широко распространился в среде общественно-политической и интеллектуальной элиты. Его подписали председатель разогнанного Улманисом Сейма, социал-демократ Паулс Калниньш, экс-депутаты Сейма, два бывших премьер-министра и шесть бывших министров, бывший командующий Латвийской армией Мартиньш Пеникис и шесть генералов, сенаторы, судьи и известные юристы, руководители вузов, учёный-языковед Янис Эндзелин и композитор Язеп Витол, архитекторы Паул Кундзиньш и Эйжен Лаубе, писатели Карлис Скалбе, Адольф Эрс, Элза Стерсте, лютеранский архиепископ Теодор Гринбергс, католический епископ Язеп Ранцанс и православный митрополит Августин (Петерсонс).
Весной 1944 года гестапо арестовало руководителя ЛЦС Константина Чаксте, его заместителя Бруно Калниньша и генерального секретаря Людвига Сею.
Латвийский центральный совет создал теневое правительство страны и избрал президентом Латвии Паулса Калниньша (с 1944 до 1945 года), а после его смерти и новых выборов — латгальского епископа Язепа Ранцанса (с 1947 до 1969 года).
8 сентября 1944 года на заседании Латвийского Центрального Совета в Риге приняли «Декларацию о восстановлении Латвийского государства». Декларировалось восстановление демократического строя, существовавшего в Латвии до авторитарного переворота Улманиса.
С наступлением советских войск деятельность ЛЦС была перенесена в Курземе. Генерал Курелис возглавил военную комиссию ЛЦС и установил радиосвязь со Швецией. Также 10 мая 1945 года с командованием немецкой группировки в Курляндии велись безуспешные переговоры о восстановлении независимости.
Послевоенным репрессиям НКГБ подверглись все активисты ЛЦС, включая и тех, кто не оказывал сопротивления советской власти. Их судили с формулировкой: «сторонник восстановления буржуазного строя при поддержке империалистических государств», все они получили различные сроки заключения.

## Судьба арестованных руководителей Латвийского центрального совета
Все лето арестованный руководитель Латвийского центрального совета Константин Чаксте, его заместитель Бруно Калниньш и генеральный секретарь Людвиг Сея, против которых нет особых улик, проводят в Рижской Центральной тюрьме, каждый в отдельной камере.
Осенью все трое арестованных были заключены в концлагерь Саласпилс, а затем отправлены морем в Германию, в концлагерь Штутгоф. Там они попадают в привилегированный барак с душевой и туалетом. Им разрешается переписка и получение посылок.
Однако с приближением наступления Красной армии заключенных пешком погнали на запад, в Лауэнбург. На этом пути 21 февраля 1945 скончался Чаксте. Сея после германского концлагеря 10 месяцев пытался вырваться из Польши к своей семье в Германию но был задержан органами советской власти, против него велось следствие. Однако за отсутствием серьёзных преступлений он был осужден на 5 лет заключения. В лагерь находился в поселке Ветлосян в пригороде Ухты (Коми АССР) Сея прибыл больным и сразу был помещен в больницу. После излечения 60-летнего Сею разместили в инвалидном бараке и предложили должность начальника склада на местном производстве, где он и проработал 11 лет, в том числе и после окончания назначенного срока лишения свободы (1951 год). Его избирают общественным руководителем рабочего клуба и членом профкома. Когда клуб пытались закрыть, Сея обратился с письмом в газету «Правда» и добился справедливости. Сея выезжает в отпуск в санатории Кисловодска и Цхалтубо, посещает Эрмитаж в Ленинграде и Третьяковку в Москве.
В 1958 году Сея возвращается в Латвию, переводит со старофранцузского «Гаргантюа и Пантагрюэля», пишет мемуары. Он скончался в 1962 году в возрасте 74 лет.

## Историческое значение
Активистам движения «Лодки беженцев в Швецию» удалось переправить с курземского берега на остров Готланд более 3500 беженцев.
Латвийский центральный совет продолжил активную работу в эмиграции до 1956 года и ликвидировался уже после восстановления независимости Латвии, в 1994 году. В это время продолжали печататься газеты («Latvija», «Latgolas Bolss», «Austrālijas Latvietis», «Laiks», «Latvija Amerikā», «Londonas Avīze» и другие), журналы разных направлений на латышском языке. Проводились различные акции, направленные на привлечение общественного внимания к состоянию дел в Латвии. В ряде стран до 1992 года продолжали работать и оказывать услуги посольства независимой Латвии. Там также выдавались паспорта для новых граждан.
Хотя Латвийский центральный совет имел разногласия с чрезвычайным уполномоченным послом Карлисом Зариньшем ,  посол это право получил от Карлиса Улманиса, а Латвийский центральный совет состоял из депутатов последнего, демократически избранного Сейма Латвийской республики, роль его, как непрерывного продолжателя носителя прав независимой Латвии, неоспорима.
«Декларация о восстановлении Латвийского государства» принятая Латвийским центральным советом, легализовала действия национальных партизан.
Подготовлены экспозиции о Латвийском центральном совете в музее Оккупации и в музеях группы Курелиса в Угале и Ренде. Несколько мемориальных табличек было установлено по инициативе студенческой корпорации Austrums.
Меморандум Латвийского центрального совета от 17 марта 1944 года включён в Латвийский национальный реестр программы ЮНЕСКО «Память мира».